# CIPS
CIPS (Cross-Border Interbank Payment System) is een betalingssysteem dat clearing- en settlementdiensten aanbiedt aan zijn deelnemers bij grensoverschrijdende betalingen en handel in renminbi (RMB). China lanceerde in 2015 het platform via de Centrale Bank van de Volksrepubliek China (PBOC), om het gebruik van de RMB te internationaliseren. Bij CIPS zijn ook verschillende buitenlandse banken als aandeelhouders aangesloten, waaronder HSBC, Standard Chartered, de Bank of East Asia, DBS Bank, Citigroup, Australia and New Zealand Banking Group en BNP Paribas.
In 2021 verwerkte CIPS ongeveer 80 biljoen yuan (12,68 biljoen dollar), waarbij ongeveer 1280 financiële instellingen in 103 landen en regio's op het systeem waren aangesloten.